# Kuty (województwo warmińsko-mazurskie)
Kuty (niem. Kutten, litw. Kutai) – wieś w Polsce położona w województwie warmińsko-mazurskim, w powiecie węgorzewskim, w gminie Pozezdrze, na Mazurach. Leży nad jeziorem Czarna Kuta.
Do 1954 roku siedziba gminy Kuty. W latach 1954–1972 wieś należała i była siedzibą władz gromady Kuty. 

## Historia

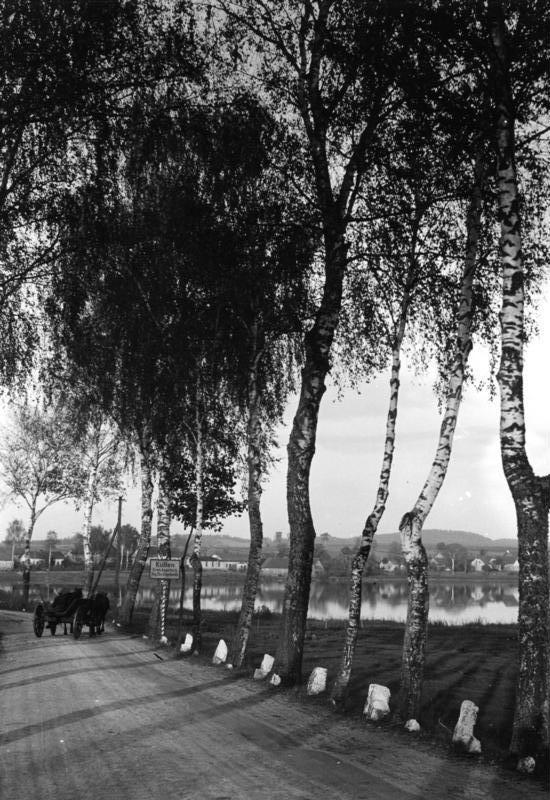
Aleja w Kutach w 1930

Wieś powstała w 1550, a dokument lokacyjny spisano 10 lipca 1553. Kuty lokowane były na pięćdziesięciu włókach, które zasiedlone były w 1560. W 1581 proboszczem luterańskim w Kutach był Mateusz Myślenta. Myślenta był absolwentem Albertyny w Królewcu. Wcześniej współpracował z Radziwiłłami, a później jako dworzanin króla Stefana Batorego załatwiał różne misje dyplomatyczne w Europie. Od 1597 był właścicielem pobliskiego majątku Gąsewo. Żoną Mateusza Myślenty była Eufrozyna z Wiercińskich. Z tego związku urodził się w 1588 Celestyn Myślenta, polski teolog luterański i orientalista, wieloletni rektor Uniwersytetu w Królewcu. W latach 1772–1780 rektorem szkoły luterańskiej w Kutach był Michał Pogorzelski (1737-1798), który później został proboszczem w Kalinowie. W 1774 na terenie parafii mieszkało 1482 Polaków i 90 Niemców. W 1885 w Kutach mieszkało 409 osób, a w 1939 413 osób.

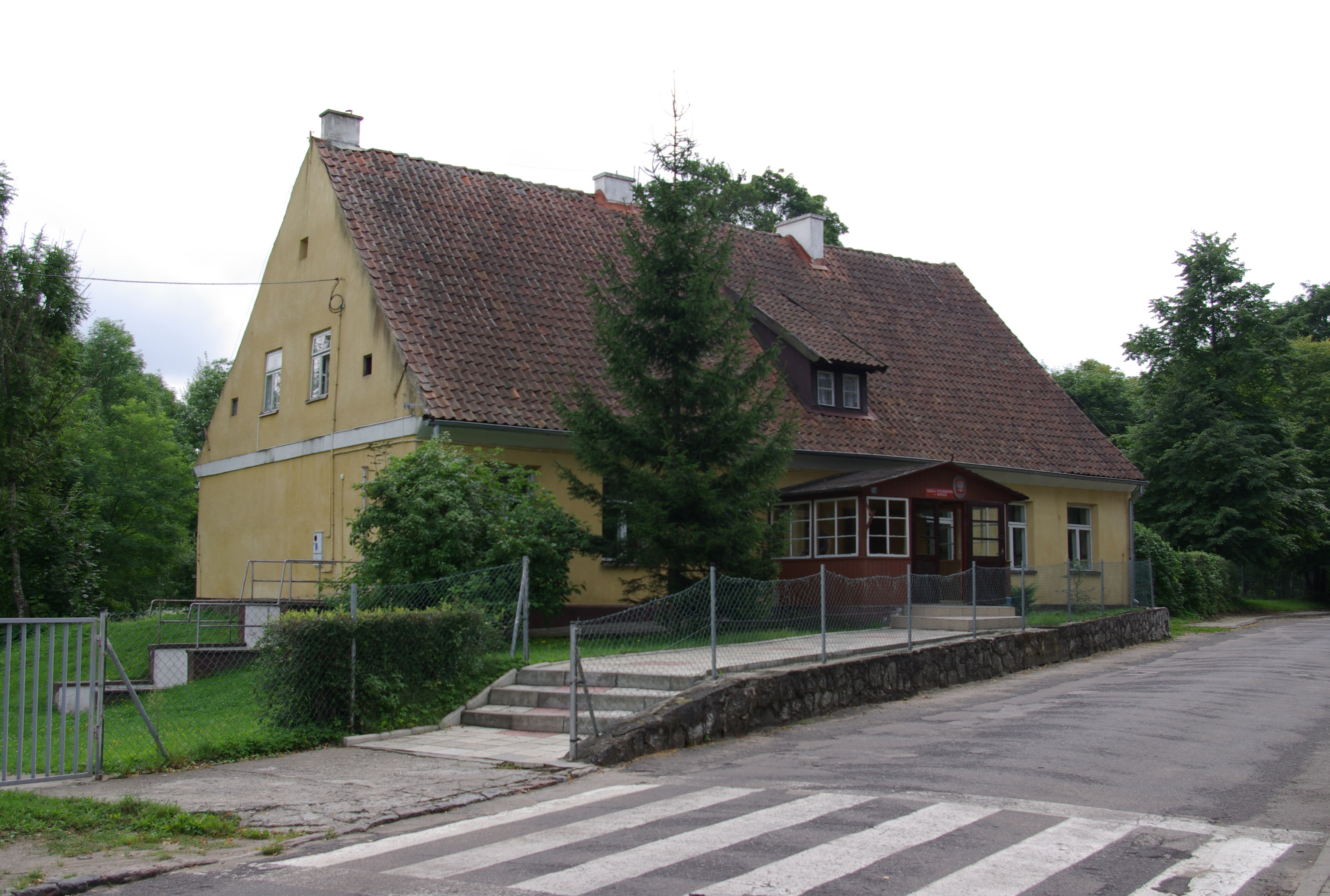
Szkoła podstawowa w Kutach

Od 18 listopada 1945 Kuty były siedzibą gminy, do której należało 7 wsi sołeckich. W roku 1954 Kuty były siedzibą gromady. W 1967 r. przewodniczącym GRN w Kutach był Antoni Kossakowski. W latach 1975–1998 miejscowość administracyjnie należała do województwa suwalskiego.

## Kościół
Pierwsza wzmianka o kościele w Kutach pochodzi z 1567. Parafia luterańska obejmowała wsie: Brożówkę, Gębałkę, Grodzisko, Jakunówko, Piłaki Wielkie, Przerwanki, Przytuły, Stręgielek i Żabinki. Kościół zniszczony został w II poł. XVII w., a odbudowano go w 1887. Kościół został spalony w 1945.
Kościół pw. Błogosławionego Maksymiliana Kolbego odbudowany został w latach 70. XX w. Po remoncie odnowiona świątynia odzyskała dawną krasę. W kościele znajduje się gotycki krucyfiks z XV w. i barokowa rzeźba Matki Boskiej z Dzieciątkiem.